# ガープス・ルナル
ガープス・ルナル とはルナル・サーガを舞台とする友野詳が開発したガープスシステムのテーブルトークRPG。『ガープス・ベーシック―汎用RPGルールブック』(文庫版ガープス) に対応した『ガープス・ルナル―7つの月の世界ワールドガイド』 が文庫版で1992年11月に発売され、『ガープス・ベーシック完訳版』  に対応した『ガープス・ルナル完全版』  が1999年8月に大判で富士見書房から発売された。後に『ルナル・サーガ』の続編に当たる『ユエル・サーガ』を舞台にし、ガープス第4版にも部分的に対応した『ガープス・ユエル』が2005年7月29日に富士見書房から発売されている。『ガープス・ルナル』はルーンクエストの影響を強く受けたルナルという名のファンタジー世界を舞台にしている。

## 文明レベル
ガープス・ルナルの世界の「文明レベル」(Tech Level) はほとんど中世ヨーロッパの時代に近い3である。一部例外としてドワーフだけは高い技術力を持っている設定により、ドワーフ族のうち“炉と金属の神”デルバイの信徒は発明家として文明レベル4で初めて扱うことができるマスケット銃を手にして使いこなすことができる。

## キャラクターの作成
プレイヤーはキャラクターを作成するとき7つの月に関わる宗教から信仰する宗教を選ぶ。選んだ宗教とその神殿での聖職者としての地位によって習得できる魔法や神殿から特別に支給してもらえる装備品などが異なる。「聖職者」レベルが「平信者」(レベル0) ならば消費CPは0で誰でも入信でき、「神官」「司祭」とレベルが上にいくにつれてCP消費が大きくなると同時に利用できるサービスや習得できる呪文や技能や権限などが増える。同時に複数の神を信仰することもできるが、同時に信仰するときは両方の神々を信仰する「聖職者」レベルはどちらも同じにする必要があるなどの制限がある。
信仰する神によって技能や呪文にボーナスがつく。特定の神を信仰しないと普通は習得できない呪文や技能も存在する。特定の神を信仰することで得られる装備品は『ガープス・ベーシック』に載っている装備品よりも比較的強力でその武器防具を扱うための専用の技能も用意されている。このような恩恵があるため、どこかの月や神をまったく信仰しないよりも最低でもどれか一つに信仰した方が得するように設計されている。
その他、エルファやドワーフといった種族の「特徴基本セット」やウィザードの特徴基本セットなどさまざまな基本セットがテンプレートとして用意されている。

## 他のサプリメントとの親和性
『ガープス・マジック』  との親和性も高く、信仰する神の呪文をすべて習得するにはこの『ガープス・マジック』というサプリメントが別途必要になる。また『ガープス・マジック』には、原書GURPS Magic  には載っていない、この『ガープス・ルナル』で新たに追加された独自の呪文も掲載されている。この元々海外のサプリメントだったものに日本語版独自の要素「追加呪文」を付け加える方式は、後に発売された『ガープス・ルナル完訳版』の「追加呪文」として、後に翻訳された『ガープス・マジック完訳版』  と『ガープス・グリモア完訳版』  でも取り入れられている。さらに『ガープス・ユエル』 の「追加呪文」も『ガープス・魔法大全』  に掲載されている。
GURPS Classic: Martial Arts  の日本語訳『ガープス・マーシャルアーツ』  でも原書には存在しない『ガープス・ルナル』のデータが、例えばアルリアナ信者が習得できる「蹴打術」（ダルケス）という格闘技などのように追加されている。
またミュルーンという鳥人間の種族が使うことができる「天候操作」という特殊能力のルールは、GURPS Classic Supers の超人的能力を扱うことができるルールを元に作られている。この GURPS Supers のルールは超人的能力を発揮できる『ガープス・妖魔夜行』でも使われている。フェアリーのような妖精フェリアが使うことができる[心の声]という特殊能力のルールは、『ガープス・サイオニクス』  の超能力のルールを元に作られている。

## サプリメント

### ガープス・ルナル
富士見書房から出版された完訳版以外はすべて角川スニーカー文庫および角川スニーカーG文庫より出版。
- ガープス・ルナル[2] ISBN 978-4-04-461420-1 - ルナルの基本ルールブック。文庫版の『ガープス・ベーシック』[1]に対応。文庫本。
  - ガープス・ルナル・アドベンチャー 鬼面都市の冒険 ISBN 978-4-04-461421-8 - シナリオ集。文庫。
  - ガープス・ルナル・モンスター 7つの月の世界の怪物たち ISBN 978-4-04-461424-9 - モンスター、動物、騎乗戦闘データ、文庫
  - ガープス・ルナル・コンパニオンズ 7つの月の世界の住人たち ISBN 978-4-04-461430-0 - 文庫
  - ガープス・ルナル・アドベンチャー 月を追うものたち ISBN 978-4-04-461433-1 - シナリオ集。文庫。
- ガープス・ルナル完全版 [4] ISBN 978-4-82-917420-3 - 大型本。大型本の『ガープス・ベーシック完訳版』[3]に対応。ガープスルナルに今まで文庫で登場したサプリメントを追加したもの。

### ガープス・ユエル
『ガープスユエル』は富士見書房から出版され、『ガープス・ユエル サプリメント かくて世界は広がった』は新紀元社から出版されている。
- ガープス・ユエル[5] ISBN 978-4-82-917595-8 - ルナルの続編。大型本。ユエル・サーガの舞台。ガープス第3版(『ガープス・ベーシック完訳版』)に対応。一部のみ第4版ガープス(『ガープス・ベーシック【第4版】キャラクター』と『ガープス・ベーシック【第4版】キャンペーン』)に対応。
  - ガープス・ユエル サプリメント かくて世界は広がった ISBN 978-4-77-530478-5 - 大型本。ガープス・ユエルのサプリメント。ガープス第4版に対応。

### リプレイ

#### ガープス・ルナル
『ルナル・サーガ・リプレイ』の第1部から第3部までは角川スニーカーG文庫(角川書店)から出版。その他のリプレイは全て富士見ドラゴンブック(富士見書房)から出版。
- ルナル・サーガ・リプレイ 第1部 四姉妹篇(上) ISBN 978-4-04-461422-5
- ルナル・サーガ・リプレイ 第1部 四姉妹篇(下) ISBN 978-4-04-461423-2
- ルナル・サーガ・リプレイ 第2部 銀色の闇篇(上) ISBN 978-4-04-461428-7
- ルナル・サーガ・リプレイ 第2部 銀色の闇篇(下) ISBN 978-4-04-461429-4
- ルナル・サーガ・リプレイ 第3部 闇色の時篇(上) ISBN 978-4-04-461435-5
- ルナル・サーガ・リプレイ 第3部 闇色の時篇(下) ISBN 978-4-04-461437-9
- ルナル・サーガ・リプレイ 時の狂気篇 ISBN 978-4-82-914357-5
- ルナル・サーガ・リプレイ 魔獣の夢篇 ISBN 978-4-82-914362-9
- ガープス・ルナル・リプレイ 青嵐の島篇(上) ISBN 978-4-82-914364-3
- ガープス・ルナル・リプレイ 青嵐の島篇(下) ISBN 978-4-82-914365-0
- ルナル・サーガ・リプレイ 天空の蹄篇 ISBN 978-4-82-914369-8
- ルナル・サーガ・リプレイ 月に至る子1 ISBN 978-4-82-914373-5
- ルナル・サーガ・リプレイ 月に至る子2 ISBN 978-4-82-914383-4
- ルナル・サーガ・リプレイ 月に至る子3 ISBN 978-4-82-914389-6

#### ガープス・ユエル
ガープス・ユエルのリプレイはすべて富士見ドラゴンブック(富士見書房)から出版。
- ユエル・サーガ・リプレイ(1) かくて宿命は刻まれた ISBN 978-4-82-914452-7
- ユエル・サーガ・リプレイ(2) かくて秘密は語られた ISBN 978-4-82-914462-6
- ユエル・サーガ・リプレイ(3) かくて未来は開かれた ISBN 978-4-82-914473-2